# Villanueva de los Caballeros
Villanueva de los Caballeros è un comune spagnolo di 249 abitanti situato nella comunità autonoma di Castiglia e León.